# Multimedia Home Platform
Il Multimedia Home Platform, in sigla DVB-MHP o MHP, è stato uno standard della famiglia DVB che definisce l'interfaccia software tra le applicazioni interattive digitali e gli apparati dove queste sono attivate (set-top box). È stato superato dallo standard HbbTV 2.0.

## Descrizione
Il sistema DVB-MHP, dal punto di vista software, è un middleware.
Le specifiche di questo Linguaggio sono state definite dal DVB Project un consorzio formato da più di 300 operatori del settore, costruttori, sviluppatori di software di circa 35 paesi diversi. La conformità del progetto è sotto la responsabilità dell'European Telecommunications Standards Institute (). L'MHP fin dal principio viene sviluppato in due modi differenti: DVB-HTML, poco fortunato perché molto complesso, e DVB-J.
DVB-J che rappresenta lo standard più diffuso si basa su un subset di linguaggio di programmazione Java. Esso costituisce un software intermedio e aperto per la messa a punto di molti tipi di applicazioni e servizi, detti anche Xlet, con modalità interattive.

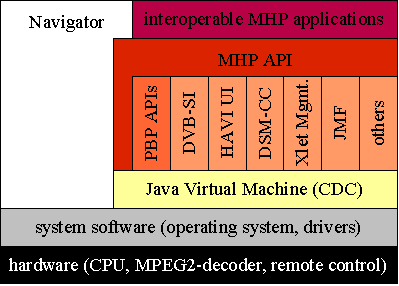
L'architettura MHP

### Caratteristiche
L'architettura è definita su tre livelli:
1. Resources: MPEG processing, I/O devices, CPU, memoria e sistema grafico.
2. System Software: JVM, APIs, transport protocols e l'application manager, chiamato anche navigatore, che permette di gestire il running delle applicazioni Java.
3. Applications: sono le applicazioni interattive: TV commerce, TV banking, Electronic Program Guide, servizi informativi (meteo, traffico, news, etc...), giochi, sport, e via dicendo.

Lo standard prevede anche tre profili:
1. Enhanced Broadcast Profile: questo profilo permette l'arricchimento del contenuto audio/video con informazioni e immagini visualizzabili e che creano un ambiente di navigazione sullo schermo della televisione. Questo profilo è definito dalle specifiche MHP 1.0.
2. Interactive TV Profile: è il profilo intermedio che permette di utilizzare il canale di ritorno (PSTN, ADSL, GPRS, ethernet, etc) fornendo servizi con interattività avanzata. Anche questo profilo è definito dalle specifiche MHP 1.0.
3. Internet Access Profile: necessita di Set-Top-Box molto più sofisticati rispetto a quelli richiesti per i primi 2 profili. Questo profilo permette tramite il canale di ritorno di accedere ai contenuti di Internet sfruttando una particolare versione dell'HTML chiamata DVB-HTML. Questo profilo è definito dalle specifiche MHP 1.1.

### Superamento
MHP è stato fino al 2018 lo standard per la televisione digitale interattiva più diffuso in Italia, nonché l'unico adottato dalle varie emittenti televisive che operano sul suolo italiano. In altri paesi d'Europa altri standard sono più diffusi, come l'HbbTV. Poiché MHP era per lo più utilizzato soltanto in Italia, rappresentava un costo aggiuntivo per i produttori di smart TV realizzare delle versioni compatibili con questo standard solo per una nazione. Così per iniziativa industriale e delle emittenti italiane, dovendo aggiornare sia lo standard MHP che quello HbbTV ad uno più moderno, si è deciso il passaggio ad HbbTV 2.0 (incompatibile con la vecchia versione di HbbTV) anche per l'Italia.